# Chi Anh thảo
Chi Anh thảo hay chi Báo xuân (danh pháp khoa học: Primula) là một chi chứa khoảng 400-500 loài cây thân thảo mọc thấp trong họ Anh thảo (Primulaceae). Chúng bao gồm anh thảo Anh, tai gấu. Nhiều loài được trồng làm cây hoa cảnh. Chúng có nguồn gốc ở khu vực ôn đới Bắc bán cầu, kéo dài về phía nam tới các khu vực miền núi cao thuộc khu vực nhiệt đới như ở Ethiopia, Indonesia và New Guinea cũng như được tìm thấy ở khu vực ôn đới thuộc miền nam Nam Mỹ. Các tên gọi phổ biến trong tiếng Việt là anh thảo, báo xuân, ngọc trâm hoa, liên linh hoa.
Những loài anh thảo sống lâu năm nở hoa chủ yếu về mùa xuân; hoa của chúng có thể có màu tía, vàng, đỏ, hồng hay trắng. Nói chung, chúng ưa thích ánh sáng Mặt Trời đã lọc qua các tầng lá khác. Nhiều loài thích nghi với các khu vực có khí hậu miền núi cao.
Cả tên khoa học (Primula) lẫn tên gọi thông thường (báo xuân) đều có ý nghĩa là loài hoa nở đầu tiên về mùa xuân.
Các loài anh thảo bị ấu trùng của một số loài thuộc bộ Lepidoptera phá hại, như Noctua pronuba, Noctua janthina, Xestia c-nigrum và Xanthorhoe montanata.
Một số loài của chi Primula đôi khi còn được gọi là thủy tiên hoa bó (polyanthus), dù chúng không có họ hàng gì với hoa thủy tiên thực sự (chi Narcissus).
Một số loài
| - Primula algida (hàn địa báo xuân) - Primula allionii - Primula alpicola (tạp sắc chung báo xuân) - Primula amoena - Primula angustifolia (anh thảo Alps) - Primula anisodora - Primula appenina - Primula atrodentata - Primula aurantiaca - Primula aureata - Primula auricula (tai gấu) - Primula auriculata - Primula beesiana (anh thảo Candelabra) - Primula bellidifolia - Primula boothii - Primula bracteosa - Primula bulleyana (anh thảo Candelabra) - Primula burmanica - Primula calderiana - Primula capitata - Primula capitellata - Primula carniolica - Primula cawdoriana - Primula chionantha - Primula chungensis - Primula clarkei - Primula clusiana - Primula cockburniana - Primula concholoba - Primula cortusoides - Primula cuneifolia (anh thảo lá nêm) - Primula cusickiana (anh thảo Cusick) - Primula daonensis - Primula darialica - Primula denticulata (anh thảo dùi trống) - Primula deorum - Primula deuteronana - Primula edgeworthii - Primula elatior (môi bò) - Primula ellisiae (anh thảo Ellis) - Primula erythrocarpa - Primula farinosa (anh thảo mắt chim) - Primula fedschenkoi - Primula firmipes - Primula flaccida - Primula floribunda - Primula florindae | - Primula forrestii - Primula frondosa - Primula gambeliana - Primula geraniifolia - Primula glaucescens - Primula glomerata - Primula glutinosa - Primula gracillipes - Primula griffithii - Primula halleri - Primula heucherifolia - Primula hirsuta - Primula hyacinthina - Primula ianthina - Primula incana (anh thảo bạc) - Primula integrifolia - Primula involucrata - Primula ioessa - Primula irregularis - Primula japonica (anh thảo Nhật) - Primula jesoana - Primula juliae - Primula kewensis (anh thảo Kew) - Primula kisoana - Primula kitaibeliana - Primula latifolia - Primula lutea - Primula luteola - Primula macrophylla - Primula magellanica - Primula malacoides (anh thảo tiên) - Primula marginata - Primula megaseifolia - Primula melanops - Primula minima - Primula mistassinica (anh thảo hồ Mistassini) - Primula modesta - Primula mollis - Primula muscarioides - Primula nipponica - Primula nivalis - Primula nutans - Primula obconica (anh thảo độc) - Primula palinuri - Primula parryi (anh thảo Parry) - Primula pedemontana - Primula petiolaris | - Primula poissonii - Primula polyneura - Primula prolifera - Primula pulverulenta - Primula redolens - Primula reidii - Primula reinii - Primula renifolia - Primula reptans - Primula reticulata - Primula rosea - Primula roxburghii - Primula rusbyi (anh thảo Rusby) - Primula sapphirina - Primula saxatilis - Primula scandinavica (anh thảo Scandinavia) - Primula scapigera - Primula scotica (anh thảo Scotland) - Primula secundiflora - Primula serratifolia - Primula sibirica - Primula sieboldii - Primula sikkimensis - Primula sinensis - Primula sinopurpurea - Primula soldanelloides - Primula sonchifolia - Primula spectabilis - Primula specuicola (anh thảo hốc tường) - Primula suffrutescens (anh thảo Sierra) - Primula takedana - Primula tanneri - Primula tibetica - Primula tschuktschorum - Primula tyrolensis - Primula veris (môi bò) - Primula verticillata - Primula vialii - Primula villosa - Primula vulgaris (anh thảo Anh) - Primula waltonii - Primula warshenewskiana - Primula whitei - Primula wilsonii - Primula wollastonii - Primula wulfeniana - Primula yuparensis |

## Thư viện ảnh

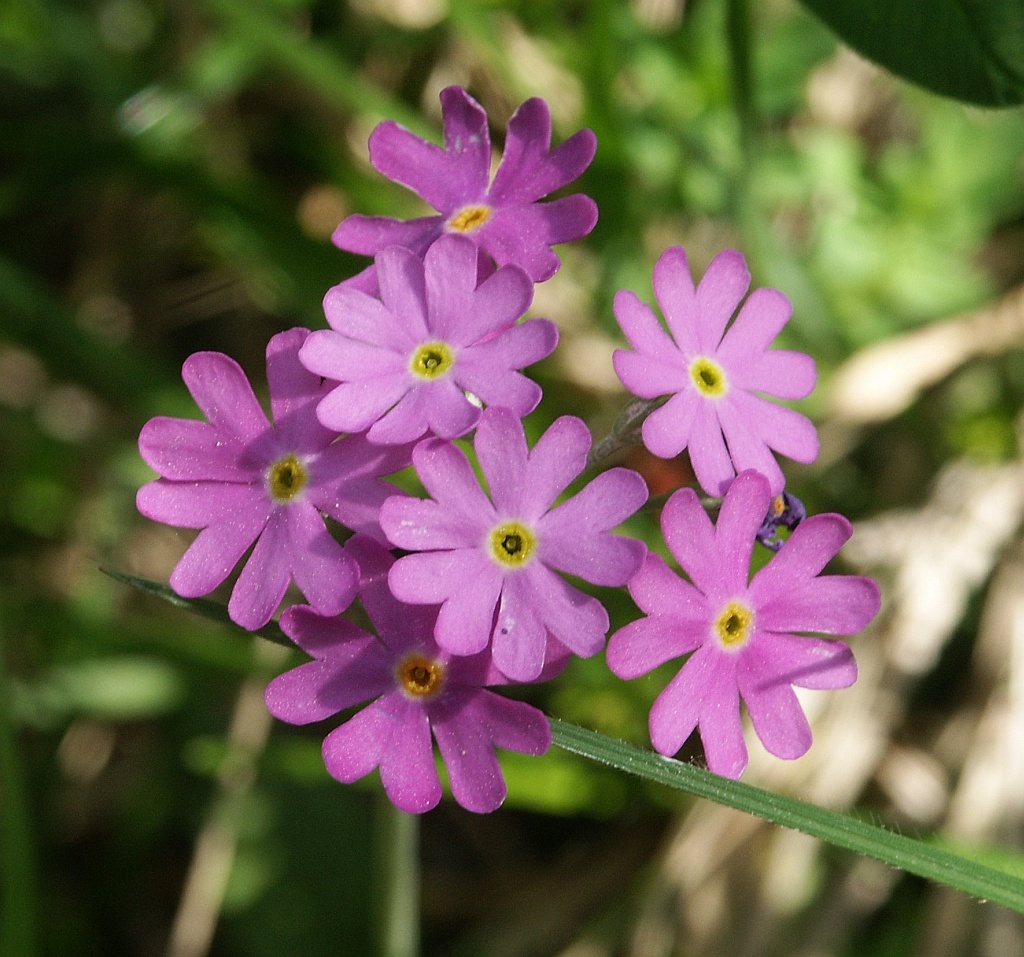
Hoa của Primula farinosa
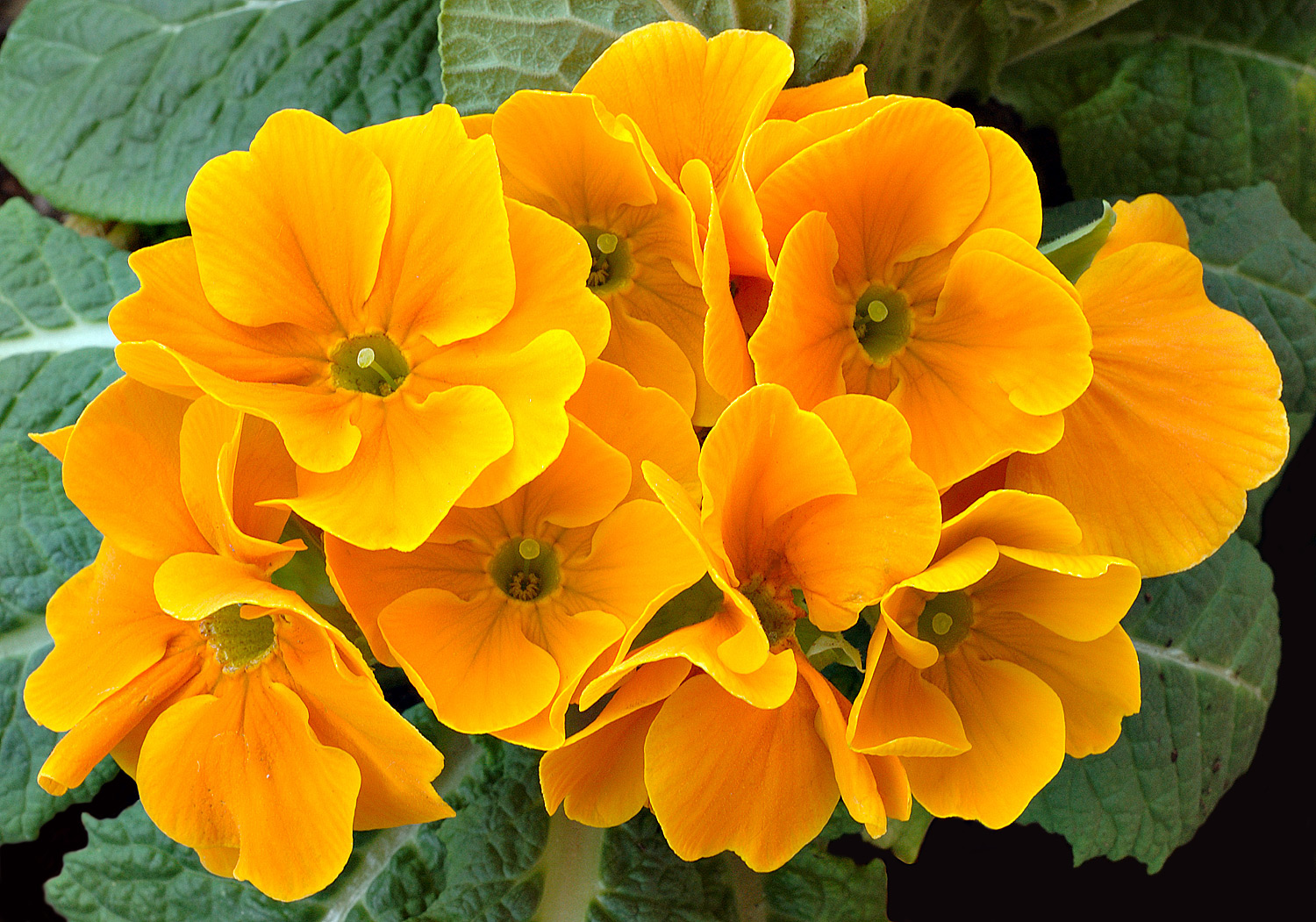
Primula hortensis
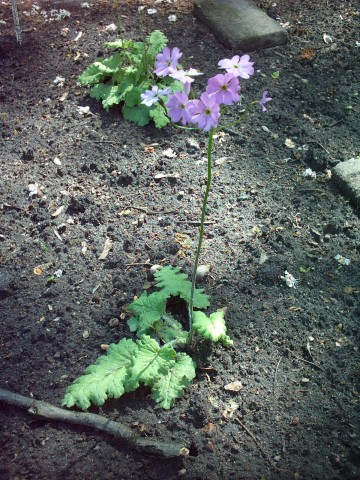
Primula sieboldii
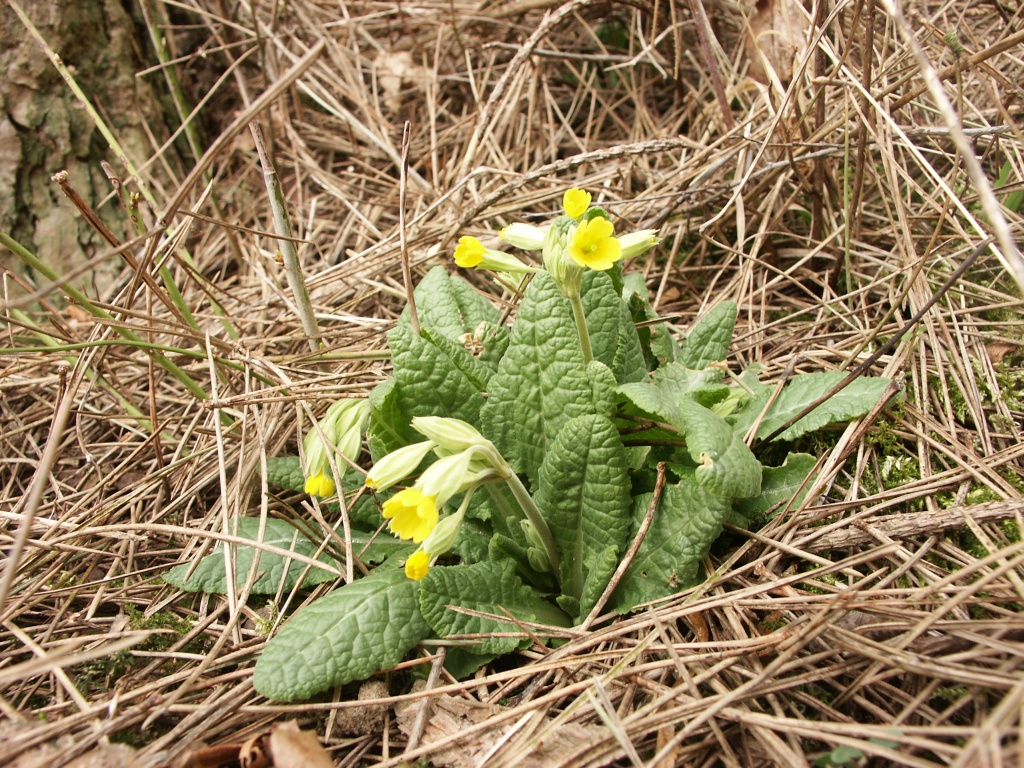
Primula veris